# Szirmai Ágnes
Szirmai Ágnes (1958. április 14. –) magyar orvos, fül-orr-gégész, egyetemi tanár.

## Életpályája
1977–1983 között a Semmelweis Orvostudományi Egyetem Általános Orvostudományi Karán tanult.
1981-ban szakmai nyelvvel bővített angol középfokú állami nyelvvizsgát szerzett. 1983–1987 között klinikai orvosi beosztásban dolgozott. 1983–2007 között a Magyar Fül-Orr-Gégeorvosok Egyesületének tagja, 2008–2013 között vezetőségi tagja volt, 2014-től elnökségi tagja. 1987-ben fül-orr-gégegyógyászatból szakvizsgázott. 1987–2000 között egyetemi tanársegédként tevékenykedett. 1989 óta az Otoneurológiai (egyensúlyvizsgáló) részleg vezetője.
1996-ban neurológiából szakvizsgát tett. 1999-ben orosz nyelvből alapfokú nyelvvizsgát tett.
2000–2007 között egyetemi adjunktus volt. 2002-ben PhD. fokozatot szerzett. 2003-ban audiológiai szakképesítést szerzett. 2003–2008 között a Magyar Fül-orr-gégeorvosok Egyesülete Otoneurológiai Szekciójának titkára, 2008–2012 között elnöke volt. 2007-től egyetemi docens volt.
2014–2024 között a Nemzetközi Neurootologógiai és Equilibrometriai Társaság elnöke volt. 2015–2019 között, valamint 2025-től a Magyar Fül-orr-gégeorvosok Egyesülete jegyzője.
2022-ben habilitált a Semmelweis Egyetemen. 2023-ban egyetemi tanár lett.

## Művei
- Szédülés (2002)
- Az egyensúlyzavarok differenciáldiagnosztikája és terápiája (2006)

## Díjai
- Frenzel-Sakata díj (2012)[4]